# Galium truniacum
Galium truniacum är en måreväxtart som först beskrevs av Karl Carl Ronniger, och fick sitt nu gällande namn av Karl Carl Ronniger. Galium truniacum ingår i släktet måror, och familjen måreväxter. Inga underarter finns listade i Catalogue of Life.